# Txoga Mami
Txoga Mami és un jaciment arqueològic de l'Iran, a les muntanyes Zagros, al nord-oest de la plana de Mandali. En aquest lloc van confluir la cultura tardana de Samarra (o cultura d'Hassuna-Samarra) i la ceràmica d'Hajji Mohammed de la cultura d'Eridu (vers 5000-4800 aC), i s'han trobat ceràmiques d'aquest tipus. Aquesta fase amb canals d'irrigació, nous tipus de gra, ceràmiques vingudes de fora, i animals domèstics, han rebut el nom de període de Txoga Mami dins la cultura de Samarra (la seva fase tardana) i suggereix una emigració des de les terres baixes. La cultura de Txogha Mami es caracteritza per petits pobles en grups amb petites àrees regades on es cultivava blat i civada, pasturant bens, cabres i algunes vaques; la cacera era limitada i reduïda a gaseles o animals d'aquesta mena.
Però és principalment coneguda pels canals d'irrigació introduïts per primer cop a la segona meitat del VI mil·lenni o inicis del V mil·lenni. La majoria dels jaciments arqueològics de la plana de Deh Luran a l'Iran (vers el 90%) estan localitzats en canals. Alguns canals tenien fins a 5 km, cosa que requeria treballs comunitaris de certa importància.